# Dedomè
Dedomè ist eine Ortschaft und Arrondissement im Departement Atlantique in Benin. Es ist eine Verwaltungseinheit, die der Gerichtsbarkeit der Kommune Kpomassè untersteht.

## Demografie und Verwaltung
Gemäß der Volkszählung von 2013 hatte das Arrondissement 7301 Einwohner, davon waren 3569 männlich und 3732 weiblich. Es umfasst sechs Dörfer:
1. Couffonou
2. Dédomè Aclomè
3. Dédomè Kpodji
4. Hinmadou
5. Kpindjakanmè
6. Télokoé-Ahouya